# ProjectLibre

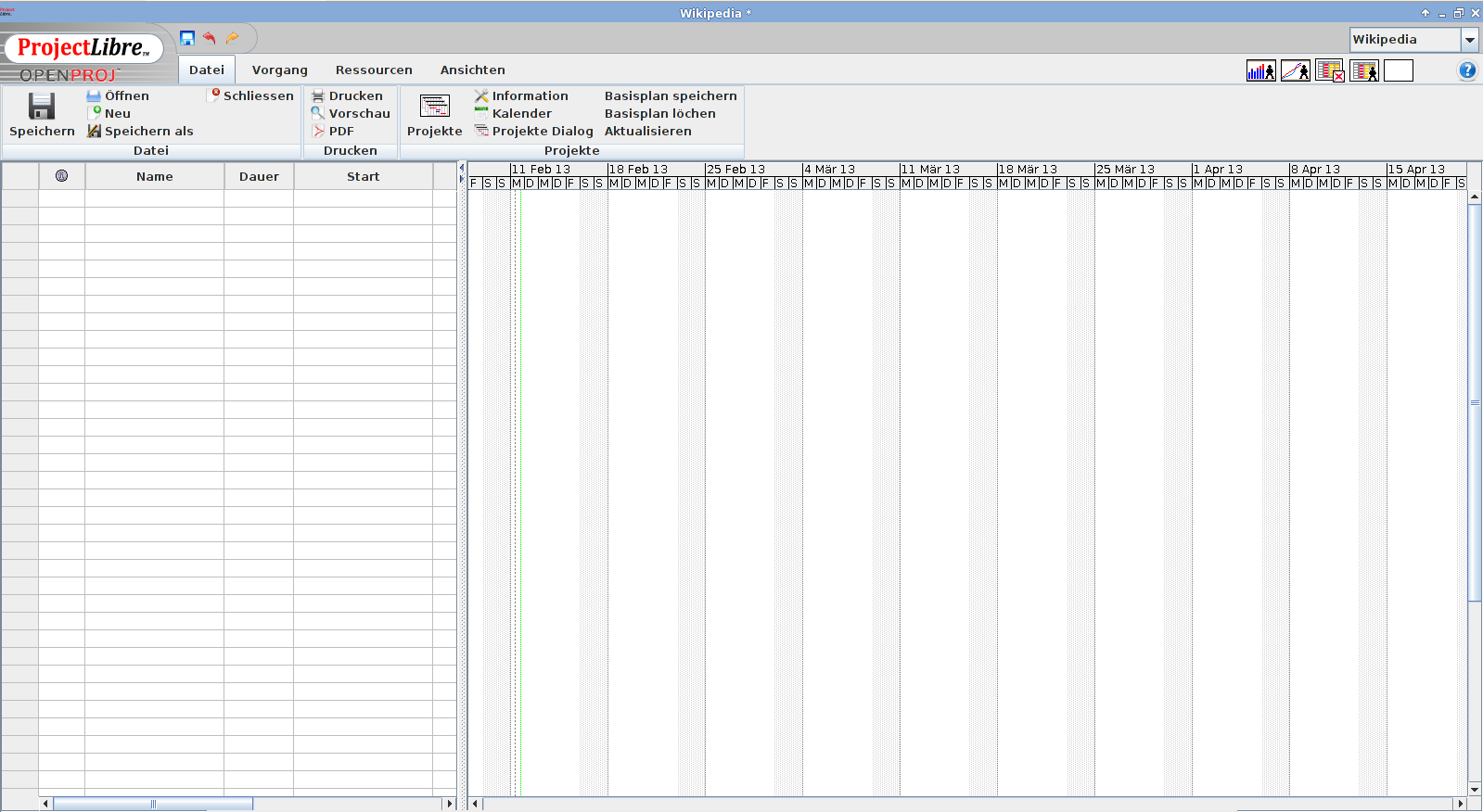

ProjectLibre – wolne oprogramowanie do zarządzania projektami rozwijane w formule open source na licencji Common Public Attribution License. Oferuje wiele funkcji w zakresie planowania, zarządzania i analizy projektów. Intencją twórców jest stworzyć darmową alternatywę dla Microsoft Project. Program oferuje m.in. wykres Gantta, diagram sieciowy, wsparcie metody wartości wypracowanej. Jest zgodny z MS Project 2010.
ProjectLibre dostępny jest na systemy Windows, Linux oraz MacOS. Został pobrany ponad 3 mln razy.